# Мерки (село)
Мерки (укр. Мірки) — село,
Зеленковский сельский совет,
Недригайловский район,
Сумская область,
Украина.
Код КОАТУУ — 5923581705. Население по переписи 2001 года составляло 109 человек .

## Географическое положение
Село Мерки находится на берегу безымянного ручья, который через 3,5 км впадает в реку Ольшанка.
На расстоянии в 0,5 км расположены сёла Лекаревщина и Пятидуб.